# 룸메이트

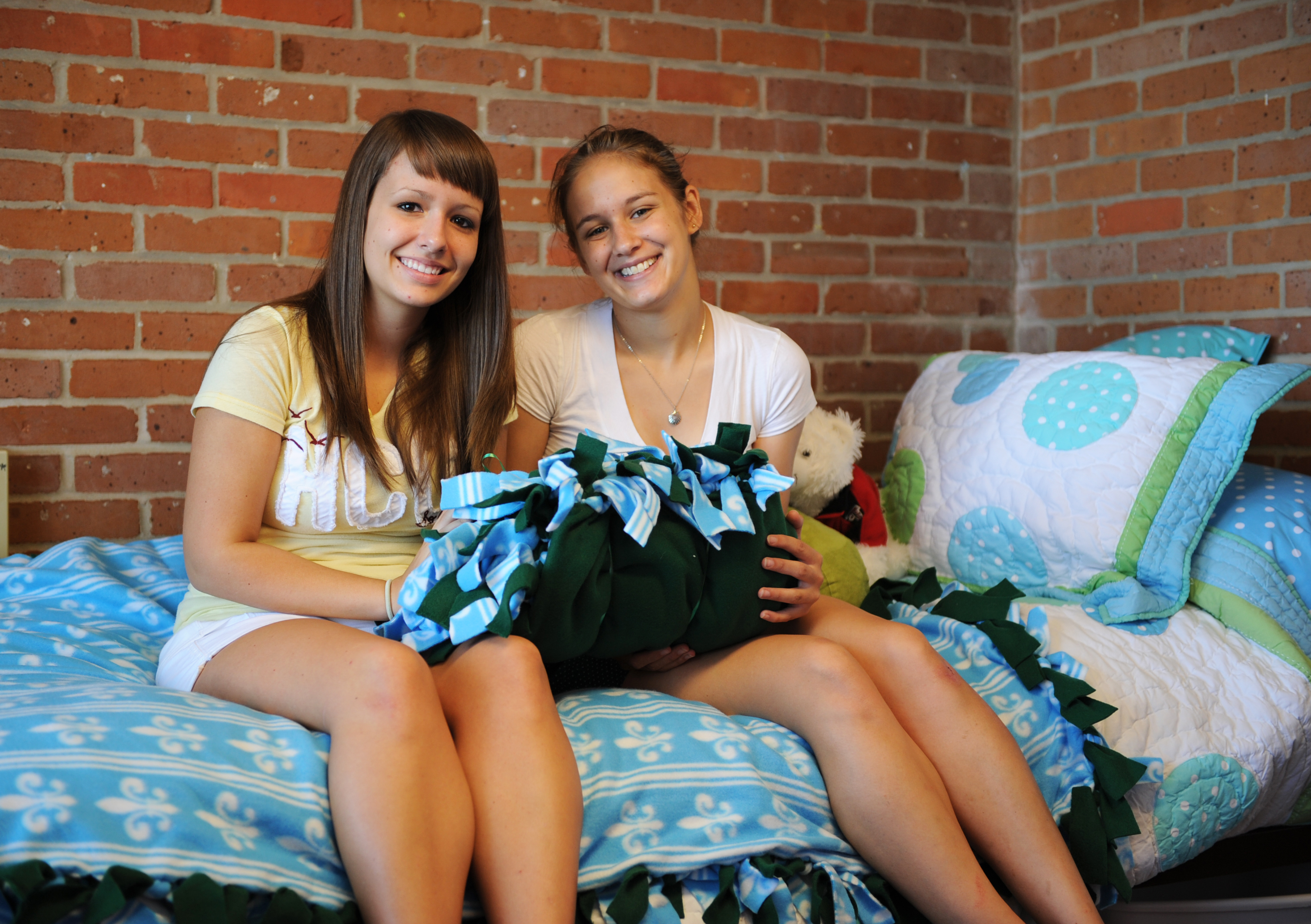

룸메이트(roommate)는 본인이 아닌 다른 사람과 한 방을 함께 쓰는 사람을 일컫는다.

## 목적
한 방을 같이 쓰는 가장 흔한 까닭은 거주에 드는 비용을 줄이기 위함이다. 많은 임대 시장에서, 두 세 명이 같이 사는 아파트의 한 달 비용은 1인실을 빌리는 것에 맞먹는다. 다시 말해, 3인실 아파트 비용은 1인실보다 비용이 비싸지만 3배가 드는 것은 아니다.

## 용어

### 대한민국
방 짝, 방 친구, 동숙인(同宿人)이라고도 하며, "룸메"로 줄여 쓰기도 한다.

### 영국,미국
수이트메이트(suitemate), 하우스메이트(housemate), 플랫메이트(flatmate:영국 영어에서는 아파트를 뜻 함) 또한 동의어이다.
영국에서는 룸메이트의 형태에 따라 아래와 같이 구분한다.
- 룸셰어(roomshare): 방 한 칸을 여러 명의 거주자가 이용하는 형태
- 플랫셰어(flatshare): 집합주택 한 채를 여러 명의 거주자가 이용하는 형태
- 하우스셰어(houseshare): 단독주택 한 채를 여러 명의 거주자가 이용하는 형태

위의 종류를 아울러서 셰어("share")라고 부르며, 미국의 경우 룸셰어(roomshare)는 문맥에 따라 위의 어느 형태에도 같은 뜻으로 사용된다.
기숙사에서 두 방이 한 화장실을 같이 공유할 때, 화장실 건너편에 있는 방 친구를 수이트메이트(suitemate)라고 부른다.

### 일본
일본에서는 룸 셰어(ルームシェア)라고 부르는 것이 보통이다. 맨션(대한민국과 조선민주주의인민공화국의 아파트를 일본에서는 맨션이라고 함)의 1인실이나 단독 주택을 확보하여, 각 집을 각 거주자의 개인방으로 하여 부엌이나 식당은 공간을 함께 쓰는 것이 전형적이다.

## 알맞은 룸메이트 찾기
한 가지 어려운 점은 스스로에게 딱 맞는 룸메이트를 찾는 것이다. 룸메이트와 함께 사는 것은 한 방에서 사생활을 침해 받기도 하며 이때 어떠한 사람들은 스트레스에 시달리기도 한다. 룸메이트를 찾을 때 고려해 볼 다른 한 가지는 거주 비용을 어떻게 나누느냐이다. 누가 청구할 것인지, 두 세명이 나눠서 비용을 내는 것인지의 여부 등을 정하는 것이 중요하다. 또, 룸메이트가 같이 살기에 신뢰가 가는 사람인지도 고려해 보아야 한다. 여러 명의 사람들과 한 방에 함께 살 때 수면 시간대가 다르다면, 하우스메이트를 선택하는 쪽이 낫다.

## 같이 보기
- 세대 (법률)
- 가정
- 가족
- 셰어하우스
- 동거